# Arany Málna díj a legrosszabb férfi főszereplőnek
A legrosszabb férfi főszereplő Arany Málna díját (angolul: Golden Raspberry Award for Worst Actor) a Los Angeles-i székhelyű Arany Málna Díj Alapítvány  1981 óta ítéli oda az előző évben készült és forgalomba került amerikai filmek férfi főszereplőinek, akiknek játékát több száz akadémiai tag szavazata alapján a „legrosszabbnak” találták.
A díjra jelölt művészek listáját minden év elején, az Oscar-díjra jelöltek kihirdetése előtti napon hozzák nyilvánosságra. A „nyertes” megnevezése minden év február végén, március elején, az Oscar-gála előtti napon történik, valamelyik hollywoodi vagy Santa barbarai rendezvényteremben tartott ünnepség keretében.
Az első alkalommal tíz művészt neveztek a díjra, 1982 óta viszont ötöt.
Négy díjával Sylvester Stallone vezeti a mezőnyt, őt Kevin Costner és Adam Sandler követi három-hárommal, majd Pauly Shore kettővel.
A Razzie története során eddig egy ízben vették át díjátadón ezt a díjat, továbbá két alkalommal utólag, egy tévéstúdióban:
- 2002-ben Tom Green színész-rendező a gálán vette át a díjat, négy másik Arany Málnával együtt az Eszement Freddyért. A díjátadóra egy fehér Cadillac-en, szmokingöltönyben érkező művész saját maga kiterítette vörös szőnyegen vonult be a színházba, egy véget nem érő harmonikadallamra.[3]
- 1988-ban Bill Cosby a Leonard, a titkosügynök című kémfilmjéért kapott három díjat (köztük e kategória díját is) a ceremónia után néhány héttel a Fox The Late Show műsorában vette át. Csak annyit kért, hogy a díjat „deluxe” változatban készítsék el neki, amit a tévétársaság teljesített is: mintegy 30 000 dollárért készíttette el a trófeákat olaszországi márványból és 24 karátos aranyból.[4]
- 2004-ben Ben Affleck, miután elnyerte a díjat három filmjéért, megkérdezte miért nem kapta azt meg. Egy héttel később átadták neki a CNN Larry King show-jában, ahol azonnal el is törte azt. A törött Arany Málnáért az eBay-en annyi pénzt ajánlottak, ami elegendő volt a következő díjkiosztó gála terembérletére.[5]

## Díjazottak és jelöltek
| „Győztes” – félkövérrel szedve, szürkéskék háttérrel |

### 1980-as évek
| Év   | „Győztesek” és jelöltek                                                                                                 |
| ---- | --- |
| 1981 | Neil Diamond – Jazz énekes, mint Yussel Rabinovitch/Jess Robin                                                          |
| 1981 | Michael Beck – Xanadu, mint Sonny Malone                                                                                |
| 1981 | Robert Blake – Nincs ki egy kereke, mint Charles Callahan                                                               |
| 1981 | Michael Caine – Gyilkossághoz öltözve és Rémségek szigete, mint Dr. Robert Elliott/Bobbi és Blair Maynard (külön-külön) |
| 1981 | Kirk Douglas – Hármas számú űrbázis, mint Adam                                                                          |
| 1981 | Richard Dreyfuss – Szerelemverseny, mint Paul Dietrich                                                                  |
| 1981 | Anthony Hopkins – A Change of Seasons, mint Adam Evans                                                                  |
| 1981 | Bruce Jenner – Zenebolondok, mint Ron White                                                                             |
| 1981 | Sam J. Jones – Flash Gordon, mint Flash Gordon                                                                          |
| 1982 | Klinton Spilsbury – Az álarcos lovas legendája, mint a magányos lovas / John Reid                                       |
| 1982 | Gary Coleman – On the Right Track, mint Lester                                                                          |
| 1982 | Bruce Dern – Tattoo, mint Karl Kinsky                                                                                   |
| 1982 | Richard Harris – Tarzan, a majomember, mint James Parker                                                                |
| 1982 | Kris Kristofferson – A mennyország kapuja és Milliárdos bankbetétek, mint James Averill és Hubbell Smith                |
| 1983 | Laurence Olivier – Inchon                                                                                               |
| 1983 | Willie Aames – Sivatagi kalandok és Okkuljatok!                                                                         |
| 1983 | Christopher Atkins – The Pirate Movie                                                                                   |
| 1983 | Luciano Pavarotti – Mondj igent Giorgionak!                                                                             |
| 1983 | Arnold Schwarzenegger – Conan, a barbár                                                                                 |
| 1984 | Christopher Atkins – A Night in Heaven                                                                                  |
| 1984 | Lloyd Bochner – The Lonely Lady                                                                                         |
| 1984 | Lou Ferrigno – Herkules, a világ ura                                                                                    |
| 1984 | Barbra Streisand (fiúként) – Yentl                                                                                      |
| 1984 | John Travolta – Életben maradni és Két fél egy egész                                                                    |
| 1985 | Sylvester Stallone – Énekes izompacsirta                                                                                |
| 1985 | Lorenzo Lamas – Nyerő testek                                                                                            |
| 1985 | Jerry Lewis – Börleszk                                                                                                  |
| 1985 | Peter O’Toole – Supergirl                                                                                               |
| 1985 | Burt Reynolds – Ágyúgolyó futam 2. és Párbaj a városban                                                                 |
| 1986 | Sylvester Stallone – Rambo II. és Rocky IV.                                                                             |
| 1986 | Divine – Lust in the Dust                                                                                               |
| 1986 | Richard Gere – Dávid Király                                                                                             |
| 1986 | Al Pacino – Amerika fegyverben                                                                                          |
| 1986 | John Travolta – Ingerlő idomok                                                                                          |
| 1987 | Prince – A telihold alatt                                                                                               |
| 1987 | Emilio Estevez – Maximális túlhajtás                                                                                    |
| 1987 | Judd Nelson – Blue City                                                                                                 |
| 1987 | Sean Penn – Sanghaji meglepetés                                                                                         |
| 1987 | Sylvester Stallone – Kobra                                                                                              |
| 1988 | Bill Cosby – Leonard, a titkosügynök                                                                                    |
| 1988 | Bruce, a cápa – Cápa 4. – A cápa bosszúja                                                                               |
| 1988 | Judd Nelson – Az ügyvéd, aki szelet vetett és sikert aratott                                                            |
| 1988 | Ryan O’Neal – Kemény fiúk tánca                                                                                         |
| 1988 | Sylvester Stallone – Túl a csúcson                                                                                      |
| 1989 | Sylvester Stallone – Rambo III.                                                                                         |
| 1989 | Tom Cruise – Koktél |
| 1989 | Bobcat Goldthwait – Sürgető ügető                                                                                       |
| 1989 | Jackie Mason – Golfőrültek 2.                                                                                           |
| 1989 | Burt Reynolds – Bérelj zsarut! és Szemenszedett szenzáció                                                               |

### 1990-es évek
| Év   | „Győztesek” és jelöltek                                                                                               |
| ---- | --- |
| 1990 | William Shatner – Star Trek V: A végső határ                                                                          |
| 1990 | Tony Danza – Papa, én nő vagyok!                                                                                      |
| 1990 | Ralph Macchio – Karate kölyök 3.                                                                                      |
| 1990 | Sylvester Stallone – A bosszú börtönében és Tango és Cash                                                             |
| 1990 | Patrick Swayze – A vér szava és Országúti diszkó                                                                      |
| 1991 | Andrew Dice Clay – Ford Fairlane kalandjai                                                                            |
| 1991 | Prince – Az irkafirka híd                                                                                             |
| 1991 | Mickey Rourke – A félelem órái és Vad orchideák                                                                       |
| 1991 | George C. Scott – Az ördögűző 3.                                                                                      |
| 1991 | Sylvester Stallone – Rocky V.                                                                                         |
| 1992 | Kevin Costner – Robin Hood, a tolvajok fejedelme                                                                      |
| 1992 | Andrew Dice Clay – Dice Rules                                                                                         |
| 1992 | Sylvester Stallone – Oscar                                                                                            |
| 1992 | Vanilla Ice – Ice Baby                                                                                                |
| 1992 | Bruce Willis – Hudson Hawk – Egy mestertolvaj aranyat ér                                                              |
| 1993 | Sylvester Stallone – Állj, vagy lő a mamám!                                                                           |
| 1993 | Kevin Costner – Több mint testőr                                                                                      |
| 1993 | Michael Douglas – Elemi ösztön és Felhők közül a nap                                                                  |
| 1993 | Jack Nicholson – Hoffa és Zűrös manus                                                                                 |
| 1993 | Tom Selleck – Dilis bagázs                                                                                            |
| 1994 | Burt Reynolds – Hátulgombolós hekus                                                                                   |
| 1994 | William Baldwin – Sliver                                                                                              |
| 1994 | Willem Dafoe – A tanú teste                                                                                           |
| 1994 | Robert Redford – Tisztességtelen ajánlat                                                                              |
| 1994 | Arnold Schwarzenegger – Az utolsó akcióhős                                                                            |
| 1995 | Kevin Costner – Wyatt Earp                                                                                            |
| 1995 | Macaulay Culkin – Palira vettem a papát, Reszkessetek, nem hagyom magam! és Richie Rich – Rosszcsont beforr           |
| 1995 | Steven Seagal – Lángoló jég                                                                                           |
| 1995 | Sylvester Stallone – A specialista                                                                                    |
| 1995 | Bruce Willis – Az éj színe és Világgá mentem                                                                          |
| 1996 | Pauly Shore – Kőkemény igazság                                                                                        |
| 1996 | Kevin Costner – Waterworld – Vízivilág                                                                                |
| 1996 | Kyle MacLachlan – Showgirls                                                                                           |
| 1996 | Keanu Reeves – Johnny Mnemonic – A jövő szökevénye és Pár lépés a mennyország                                         |
| 1996 | Sylvester Stallone – Bérgyilkosok és Dredd bíró                                                                       |
| 1997 | Tom Arnold – Kölcsönkinyír visszajár, Idegroncs-derbi és Lökött bagázs (megosztva) Pauly Shore – Kő kövön (megosztva) |
| 1997 | Keanu Reeves – Láncreakció                                                                                            |
| 1997 | Adam Sandler – Golyóálló és Happy, a flúgos golfos                                                                    |
| 1997 | Sylvester Stallone – Daylight – Alagút a halálba                                                                      |
| 1998 | Kevin Costner – A jövő hírnöke mint a postás (Gordon Krantz)                                                          |
| 1998 | Val Kilmer – Az Angyal                                                                                                |
| 1998 | Shaquille O’Neal – Acélzsaru                                                                                          |
| 1998 | Steven Seagal – Tűz a mélyben                                                                                         |
| 1998 | Jon Voight – Anakonda                                                                                                 |
| 1999 | Bruce Willis – Armageddon, A kód neve: Merkúr és Szükségállapot                                                       |
| 1999 | Ralph Fiennes – Bosszúállók                                                                                           |
| 1999 | Ryan O’Neal – An Alan Smithee Film: Burn Hollywood Burn                                                               |
| 1999 | Ryan Phillippe – 54                                                                                                   |
| 1999 | Adam Sandler – A vizesnyolcas                                                                                         |

### 2000-es évek
| Év   | „Győztesek” és jelöltek |
| ---- | --- |
| 2000 | Adam Sandler – Apafej |
| 2000 | Kevin Costner – A pálya csúcsán és Üzenet a palackban                                                                                           |
| 2000 | Kevin Kline – Wild Wild West – Vadiúj vadnyugat                                                                                                 |
| 2000 | Arnold Schwarzenegger – Ítéletnap |
| 2000 | Robin Williams – A kétszáz éves ember és Hazudós Jakab                                                                                          |
| 2001 | John Travolta – Háború a Földön és Telitalálat                                                                                                  |
| 2001 | Leonardo DiCaprio – A part |
| 2001 | Adam Sandler – Sátánka – Pokoli poronty |
| 2001 | Arnold Schwarzenegger (mint az igazi Adam Gibson) – A hatodik napon                                                                             |
| 2001 | Sylvester Stallone – Get Carter |
| 2002 | Tom Green – Eszement Freddy |
| 2002 | Ben Affleck – Pearl Harbor – Égi háború |
| 2002 | Kevin Costner – Milliókért a pokolba |
| 2002 | Keanu Reeves – Aranytartalék és Édes november                                                                                                   |
| 2002 | John Travolta – A vér kötelez és Kardhal |
| 2003 | Roberto Benigni – Pinokkió (Breckin Meyer Godzilla-hangú szinkronjával)                                                                         |
| 2003 | Adriano Giannini – Hullámhegy |
| 2003 | Eddie Murphy – Pluto Nash – Hold volt, hol nem volt..., Én, a kém, és Showtime – Végtelen és képtelen                                           |
| 2003 | Adam Sandler – 8 őrült éjszaka és A kismenő |
| 2003 | Steven Seagal – Félholt |
| 2004 | Ben Affleck – A felejtés bére, Daredevil – A fenegyerek és Gengszter románc                                                                     |
| 2004 | Cuba Gooding Jr. – Hajó a vége, Kísértés két szólamban és Rádió                                                                                 |
| 2004 | Justin Guarini – Strandszerelem |
| 2004 | Ashton Kutcher – A főnököm lánya, Szakítópróba és Tucatjával olcsóbb                                                                            |
| 2004 | Mike Myers – A Macska – Le a kalappal! |
| 2005 | George W. Bush – Fahrenheit 9/11 |
| 2005 | Ben Affleck – Apja lánya és Túlélni a karácsonyt                                                                                                |
| 2005 | Vin Diesel – A sötétség krónikája |
| 2005 | Colin Farrell – Nagy Sándor, a hódító |
| 2005 | Ben Stiller – A híres Ron Burgundy legendája (cameoszerep), Derült égből Polly, Irigy kutya, Kidobós: Sok flúg disznót győz és Starsky és Hutch |
| 2006 | Rob Schneider – Tök alsó 2. – Európai turné |
| 2006 | Tom Cruise – Világok harca |
| 2006 | Will Ferrell – Földre szállt boszorkány és Papák a partvonalon                                                                                  |
| 2006 | Jamie Kennedy – A Maszk 2. – A Maszk fia |
| 2006 | Dwayne „The Rock” Johnson – Doom |
| 2007 | Marlon Wayans és Shawn Wayans – Kiscsávó |
| 2007 | Tim Allen – Télapu 3. – A szánbitorló, Összekutyulva és Szupersuli                                                                              |
| 2007 | Nicolas Cage – Rejtélyek szigete |
| 2007 | Larry the Cable Guy (Dan Whitney) – Botcsinálta ellenőr                                                                                         |
| 2007 | Rob Schneider – Lúzer SC és Kiscsávó |
| 2008 | Eddie Murphy – Norbit (Norbit szerepéért) |
| 2008 | Nicolas Cage – A szellemlovas, A nemzet aranya: Titkok könyve és Next – A holnap a múlté                                                        |
| 2008 | Jim Carrey – A 23-as szám |
| 2008 | Cuba Gooding Jr. – Oviapu 2. és Norbit |
| 2008 | Adam Sandler – Férj és férj |
| 2009 | Mike Myers – Love Guru |
| 2009 | Mark Wahlberg – Az esemény és Max Payne – Egyszemélyes háború                                                                                   |
| 2009 | Larry the Cable Guy – Witless Protection |
| 2009 | Eddie Murphy – Az üresfejű |
| 2009 | Al Pacino – 88 perc és A törvény gyilkosa |

### 2010-es évek
| Év                                                                                                 | „Győztesek” és jelöltek                                                                                          |
| -------------------------------------------------------------------------------------------------- | --- |
| 2010                                                                                               | A Jonas Brothers – Jonas Brothers: A 3D koncertélmény!                                                           |
| 2010                                                                                               | Will Ferrell – Az elveszettek földje                                                                             |
| 2010                                                                                               | Steve Martin – A rózsaszín párduc 2.                                                                             |
| 2010                                                                                               | Eddie Murphy – Seholország                                                                                       |
| 2010                                                                                               | John Travolta – Vén csontok                                                                                      |
| 2011                                                                                               | Ashton Kutcher – Bérgyilkosék és Valentin nap                                                                    |
| 2011                                                                                               | Jack Black – Gulliver utazásai                                                                                   |
| 2011                                                                                               | Gerard Butler – Exférj újratöltve                                                                                |
| 2011                                                                                               | Taylor Lautner – Alkonyat – Napfogyatkozás és Valentin nap                                                       |
| 2011                                                                                               | Robert Pattinson – Emlékezz rám és Alkonyat – Napfogyatkozás                                                     |
| 2012                                                                                               | Adam Sandler – Jack és Jill (mint Jack) és Kellékfeleség                                                         |
| 2012                                                                                               | Russell Brand – Arthur, a legjobb parti                                                                          |
| 2012                                                                                               | Nicolas Cage – Boszorkányvadászat, Féktelen harag és Túszjátszma                                                 |
| 2012                                                                                               | Taylor Lautner – Alkonyat: Hajnalhasadás – 1. rész és Elhurcolva                                                 |
| 2012                                                                                               | Nick Swardson – Bucky Larson: Született filmcsillag                                                              |
| 2013                                                                                               | Adam Sandler – Apa ég!                                                                                           |
| 2013                                                                                               | Nicolas Cage – A szellemlovas – A bosszú ereje és A bosszú jogán                                                 |
| 2013                                                                                               | Eddie Murphy – Ezer szó                                                                                          |
| 2013                                                                                               | Robert Pattinson – Alkonyat: Hajnalhasadás – 2. rész                                                             |
| 2013                                                                                               | Tyler Perry – Alex Cross és Good Deeds                                                                           |
| 2014                                                                                               | Jaden Smith – A Föld után                                                                                        |
| 2014                                                                                               | Johnny Depp – A magányos lovas                                                                                   |
| 2014                                                                                               | Ashton Kutcher – Jobs – Gondolkozz másképp                                                                       |
| 2014                                                                                               | Adam Sandler – Nagyfiúk 2.                                                                                       |
| 2014                                                                                               | Sylvester Stallone – Fejlövés, Szupercella és A kiütés                                                           |
| 2015                                                                                               | Kirk Cameron – Saving Christmas, mint Kirk                                                                       |
| 2015                                                                                               | Nicolas Cage – Left Behind – Az otthagyottak, mint Rayford Steele                                                |
| 2015                                                                                               | Kellan Lutz – Herkules legendája, mint Herkules                                                                  |
| 2015                                                                                               | Seth MacFarlane – Hogyan rohanj a veszTEDbe, mint Albert Stark                                                   |
| 2015                                                                                               | Adam Sandler – Kavarás, mint Jim Friedman                                                                        |
| 2016                                                                                               | Jamie Dornan – A szürke ötven árnyalata, mint Christian Grey                                                     |
| 2016                                                                                               | Johnny Depp – Mortdecai, mint Charlie Mortdecai                                                                  |
| 2016                                                                                               | Kevin James – A pláza ásza Vegasban, mint Paul Blart                                                             |
| 2016                                                                                               | Adam Sandler – A cipőbűvölő and Pixel, mint Max Simkin és Sam Brenner                                            |
| 2016                                                                                               | Channing Tatum – Jupiter felemelkedése, mint Caine Wise                                                          |
| 2017                                                                                               | Dinesh D'Souza – Hillary's America: The Secret History of the Democratic Party, önmagaként                       |
| 2017                                                                                               | Ben Affleck – Batman Superman ellen – Az igazság hajnala, mint Batman                                            |
| 2017                                                                                               | Gerard Butler – Egyiptom istenei és Támadás a Fehér Ház ellen 2. – London ostroma, mint Széth, ill. Mike Banning |
| 2017                                                                                               | Henry Cavill – Batman Superman ellen – Az igazság hajnala, mint Clark Kent / Superman                            |
| 2017                                                                                               | Robert De Niro – Nagyfater elszabadul, mint Dick Kelly                                                           |
| 2017                                                                                               | Ben Stiller – Zoolander 2., mint Derek Zoolander                                                                 |
| 2018                                                                                               | |
| Tom Cruise – A múmia mint Nick Morton                                                              | |
| Johnny Depp – A Karib-tenger kalózai: Salazar bosszúja mint Jack Sparrow kapitány                  | |
| Jamie Dornan – A sötét ötven árnyalata mint Christian Grey                                         | |
| Zac Efron – Baywatch mint Matt Brody                                                               | |
| Mark Wahlberg – Megjött apuci 2. és Transformers: Az utolsó lovag mint Dusty Mayron és Cade Yeager | |
| 2019                                                                                               | Donald J. Trump – Death of a Nation és Fahrenheit 11/9, mint Donald Trump                                        |
| 2019                                                                                               | Johnny Depp (csak a hangja) – Sherlock Gnomes, mint Sherlock Gnomes hangja                                       |
| 2019                                                                                               | Will Ferrell – Holmes és Watson, mint Holmes                                                                     |
| 2019                                                                                               | John Travolta – Gotti, mint John Gotti, a New York-i maffiafőnök                                                 |
| 2019                                                                                               | Bruce Willis – Bosszúvágy, mint Dr. Paul Kersey, chicagói sebészorvos                                            |

### 2020-as évek
| Év   | „Győztesek” és jelöltek                                                    |
| ---- | -------------------------------------------------------------------------- |
| 2020 | John Travolta – The Fanatic és Trading Paint, mint Sam Munroe              |
| 2020 | James Franco – Zeroville, mint Vikar                                       |
| 2020 | David Harbour – Hellboy, mint Hellboy / Anung Un Rama                      |
| 2020 | Matthew McConaughey – Vihar előtt, mint Baker Dill                         |
| 2020 | Sylvester Stallone – Rambo V. – Utolsó vér, mint John Rambo                |
| 2021 | Mike Lindell (az 'Én párnám' srác) – Absolute Proof, önmaga                |
| 2021 | Robert Downey Jr. – Dolittle, mint Dr. John Dolittle                       |
| 2021 | Michele Morrone – 365 nap, mint Massimo                                    |
| 2021 | Adam Sandler – Hubie, a halloween hőse, mint Hubie Dubois                  |
| 2021 | David Spade – A másik Missy, mint Tim Morris                               |
| 2022 | LeBron James – Space Jam: Új kezdet, mint önmaga                           |
| 2022 | Scott Eastwood – Veszélyes, mint Dylan “D” Forrester                       |
| 2022 | Roe Hartrampf – Diana: A musical, mint Károly walesi herceg                |
| 2022 | Ben Platt – Kedves Evan Hansen, mint Evan Hansen                           |
| 2022 | Mark Wahlberg – Végtelen, Evan McCauley                                    |
| 2023 | Jared Leto – Morbius, mint Dr. Michael Morbius                             |
| 2023 | Pete Davidson (hangja) – Marmaduke, mint Marmaduke                         |
| 2023 | Tom Hanks – Pinokkió, mint Geppetto                                        |
| 2023 | Machine Gun Kelly – Good Mourning, mint London Clash                       |
| 2023 | Sylvester Stallone – Szamaritánus, mint Joe Smith / Szamaritánus / Nemesis |
| 2024 | Jon Voight – Mercy, mint Patrick Quinn                                     |
| 2024 | Russell Crowe – A pápa ördögűzője, mint Gabriele Amorth atya               |
| 2024 | Vin Diesel – Halálos iramban 10., mint Dominic Toretto                     |
| 2024 | Chris Evans – Ghosted, mint Cole Turner                                    |
| 2024 | Jason Statham – Meg 2. – Az árok, mint Jonas Taylor                        |
| 2025 | Jerry Seinfeld – Cukormáz nélkül, mint Bob Cabana                          |
| 2025 | Jack Black – Kedves Télapó, mint Sátán / „Santa Claus”                     |
| 2025 | Zachary Levi – Harold és a varázsceruza, mint Harold                       |
| 2025 | Joaquin Phoenix – Joker: Kétszemélyes téboly, mint Arthur Fleck / Joker    |
| 2025 | Dennis Quaid – Reagan, mint Ronald Reagan                                  |

### Többszörös jelöltek és díjaik
Pontosítva a 2025. évi díjkiosztó után.
| Jelölés | Díj | Művész                | Évek                                                                                           |
| ------- | --- | --------------------- | ---------------------------------------------------------------------------------------------- |
| 16      | 4   | Sylvester Stallone    | 1985, 1986, 1987, 1988, 1989, 1990, 1991, 1992, 1993, 1995, 1996, 1997, 2001, 2014, 2020, 2023 |
| 12      | 3   | Adam Sandler          | 1997, 1999, 2000, 2001, 2003, 2008, 2012, 2013, 2014, 2015, 2016, 2021                         |
| 7       | 3   | Kevin Costner         | 1992, 1993, 1995, 1996, 1998, 2000, 2002                                                       |
| 7       | 2   | John Travolta         | 1984, 1986, 2001, 2002, 2010, 2019, 2020                                                       |
| 5       | 1   | Eddie Murphy          | 2003, 2008, 2009, 2010, 2013                                                                   |
| 5       | 0   | Nicolas Cage          | 2007, 2008, 2012, 2013, 2015                                                                   |
| 4       | 1   | Bruce Willis          | 1992, 1995, 1999, 2019                                                                         |
| 4       | 0   | Johnny Depp           | 2013, 2016, 2018, 2019                                                                         |
| 4       | 0   | Arnold Schwarzenegger | 1983, 1994, 2000, 2001                                                                         |
| 3       | 1   | Ben Affleck           | 2002, 2004, 2005                                                                               |
| 3       | 1   | Tom Cruise            | 1989, 2006, 2018                                                                               |
| 3       | 1   | Ashton Kutcher        | 2004, 2011, 2014                                                                               |
| 3       | 1   | Burt Reynolds         | 1985, 1989, 1994                                                                               |
| 3       | 0   | Will Ferrell          | 2006, 2010, 2019                                                                               |
| 3       | 0   | Keanu Reeves          | 1996, 1997, 2002                                                                               |
| 3       | 0   | Steven Seagal         | 1995, 1998, 2003                                                                               |
| 3       | 1   | Mark Wahlberg         | 2009, 2018, 2022                                                                               |
| 2       | 2   | Pauly Shore           | 1996, 1997                                                                                     |
| 2       | 1   | Christopher Atkins    | 1983, 1984                                                                                     |
| 2       | 1   | Jamie Dornan          | 2016, 2018                                                                                     |
| 2       | 1   | Andrew Dice Clay      | 1991, 1992                                                                                     |
| 2       | 1   | Mike Myers            | 2004, 2009                                                                                     |
| 2       | 1   | Prince                | 1987, 1991                                                                                     |
| 2       | 1   | Rob Schneider         | 2006, 2007                                                                                     |
| 2       | 1   | Jon Voight            | 1998, 2024                                                                                     |
| 2       | 0   | Vin Diesel            | 2005, 2024                                                                                     |
| 2       | 0   | Cuba Gooding Jr.      | 2004, 2008                                                                                     |
| 2       | 0   | Larry the Cable Guy   | 2007, 2009                                                                                     |
| 2       | 0   | Taylor Lautner        | 2011, 2012                                                                                     |
| 2       | 0   | Judd Nelson           | 1987, 1988                                                                                     |
| 2       | 0   | Ryan O’Neal           | 1988, 1999                                                                                     |
| 2       | 0   | Al Pacino             | 1986, 2009                                                                                     |
| 2       | 0   | Robert Pattinson      | 2011, 2013                                                                                     |
| 2       | 0   | Jack Black            | 2011, 2025                                                                                     |